# Fußballnationalmannschaft der Demokratischen Republik Kongo (U-20-Frauen)
Die U-20-Fußballnationalmannschaft der Frauen der Demokratischen Republik Kongo repräsentiert die Demokratische Republik Kongo im internationalen Frauenfußball. Die Nationalmannschaft untersteht der Fédération Congolaise de Football-Association. Ihr Spitzname ist Les Léopards.
Die Mannschaft tritt beim Afrika-Cup, den Afrikaspielen und der U-20-Weltmeisterschaft für die Demokratische Republik Kongo an. Den bislang größten Erfolg feierte das Team mit den Halbfinal-Siegen beim Afrika-Cup 2006 und 2008 und der damit verbundenen Qualifikation für die U-20-Weltmeisterschaft. Bei beiden WM-Teilnahmen kam die U-20-Auswahl der Demokratischen Republik Kongo jedoch nie über die Gruppenphase hinaus.

## Geschichte
Für das erste Frauenfußball-Turnier in der Geschichte der Afrikaspiele im Jahr 2003 gab es keine Qualifikation, sondern acht Teams wurden vom Veranstalter zum Turnier eingeladen. Die ursprünglich eingeladene Mannschaft aus Ghana zog ihre Teilnahme zurück und auch die eigentlich als Ersatz geplante A-Nationalmannschaft aus Nigeria konnte kurzfristig nicht teilnehmen, weil sie vom Sportministerium keine Fördermittel erhielt. Dadurch erhielt die neu gegründete Nachwuchs-Nationalmannschaft der Demokratischen Republik Kongo in letzter Minute einen Startplatz für ihr erstes Turnier, schied allerdings nach der Gruppenphase aus.

## Turnierbilanz

### Weltmeisterschaft
| Jahr   | Gastgeber       | Platzierung        |
| ------ | --------------- | ------------------ |
| 2002   | Kanada          | nicht qualifiziert |
| 2004   | Thailand        | nicht qualifiziert |
| 2006   | Russland        | Gruppenphase       |
| 2008   | Chile           | Gruppenphase       |
| 2010   | Deutschland     | nicht qualifiziert |
| 2012   | Japan           | nicht qualifiziert |
| 2014   | Kanada          | nicht qualifiziert |
| 2016   | Papua-Neuguinea | nicht qualifiziert |
| 2018   | Frankreich      | nicht qualifiziert |
| 2020 1 | Costa Rica 1    | – 1                |
| 2022   | Costa Rica      | nicht qualifiziert |

### Africa-Cup
| Jahr   | Gastgeber             | Platzierung        |
| ------ | --------------------- | ------------------ |
| 2002   | Hin- und Rückspiele   | nicht teilgenommen |
| 2004   | Hin- und Rückspiele   | zurückgezogen      |
| 2006   | Hin- und Rückspiele   | Halbfinal-Sieger 2 |
| 2008   | Hin- und Rückspiele   | Halbfinal-Sieger 2 |
| 2010   | Hin- und Rückspiele   | Halbfinale 2       |
| 2012   | Hin- und Rückspiele   | Halbfinale 2       |
| 2014   | Hin- und Rückspiele   | nicht teilgenommen |
| 2015   | Hin- und Rückspiele   | Viertelfinale 2    |
| 2018   | Hin- und Rückspiele   | nicht teilgenommen |
| 2020 3 | Hin- und Rückspiele 3 | nicht angetreten 3 |
| 2022   | Hin- und Rückspiele   | 2. Runde 2         |

### Afrikaspiele
| Jahr | Gastgeber                    | Platzierung        |
| ---- | ---------------------------- | ------------------ |
| 2003 | Nigeria                      | Gruppenphase 4     |
| 2007 | Algerien                     | zurückgezogen      |
| 2011 | Mosambik                     | nicht teilgenommen |
| 2015 | Demokratische Republik Kongo | Gruppenphase 5     |
| 2019 | Marokko                      | nicht qualifiziert |